# Fernando Farias
Fernando Farias, né le 11 mai 1984 à Maceió, est un homme d'affaires et homme politique brésilien. Il est sénateur fédéral depuis le 1er février 2023. 
Homme d'affaires dans le sucre, l'alcool et de la bioéléctricité, il est marqué politiquement au centre-droit et s'est impliqué dans différents partis, son élection en 2022 en tant que premier suppléant est son premier mandat politique, étant membre du MDB et remplaçant le ministre Renan Filho (pt).

## Biographie

### Parcours professionnel politique
Fernando Farias est né à Maceió, il est un homme d'affaires dans différents secteurs, notamment dans la production de sucre, d'alcool, d'eau-de-vie et de la bioéléctricité générée à partir de la canne à sucre.
Il est l'un des dirigeants du groupe Carlos Lyra, qui possède cinq usines de productions dans les États d'Alagoas, de Goiás et São Paulo. Il possède également un centre commercial à Delmiro Gouveia.
Lors des élections parlementaires d'octobre 2022, il est élu premier suppléant du sénateur Renan Filho (pt). Il est élu avec 845 988 voix et une large coalition avec le MDB, PDT et Brésil de l'espoir.
Impliqué dans de nombreux partis politiques de centre-droit depuis 2001 (PL, PP, PSDB et le MDB), Fernando Farias n'avait jamais occupé de fonction politique avant son élection en tant que suppléant. 
En janvier 2023, il est annoncé comme futur sénateur, en raison de la nomination de Renan Filho (pt) en tant que ministre des Transports, il prend ses fonctions le 1er février 2023, après l'investiture puis la démission du ministre de son mandat de parlementaire.